# Costică Olaru
Costică Olaru (n. 1 august 1960, Somova, România) este un canoist român specializat pe canoe sprint simplu. A fost laureat cu bronz olimpic la Los Angeles 1984 pe distanța de 500 m, campion mondial pe 500 m și vicecampion mondial pe 1000 m la Campionatul Mondial din 1983 de la Tampere.
S-a apucat de kaiac-canoe la CȘ Tulcea, apoi a activat la CSA Steaua.

## Legături externe
- Costică Olaru la Comitetul Olimpic și Sportiv Român (arhivat)
- en Costică Olaru la Olympedia.org